# إستيم (شركة أزياء)
إستيم (بالكورية: 에스팀)‏ هي وكالة عرضة أزياء  كورية جنوبية تأسست في عام 2003 من قبل مدير عرض الأزياء كيم سو يون. تعمل الشركة كوكالة للمواهب وإدارة أحداث الأزياء وشركة إنتاج الأزياء.
في ديسمبر 2015، شكلت إس إم إنترتينمنت تحالفًا استراتيجيًا وشراكة مع إستيم.  أرسلت إستيم بعض عارضاتها إلى عروض الكيبوب المنافسة مثل Produce X 101 كممثلين لكل من شركة طراز إستيم وإس إم إنترتينمنت ، مما منح لهؤلاء العارضات فرصة للعبور إلى صناعة الموسيقى الكورية وربما الظهور لأول مرة كآيدولز كوريين بالإضافة إلى لكونهم عارضات أزياء.
تمثل الوكالة أكبر عارضات الأزياء في كوريا، حيث أصبح العديد منهن وجوهًا للسلطة الكورية المتنامية في مجالات الموضة والثقافة والترفيه في كل من آسيا والعالم.

## الفنانين
- نموذج
  - هان هي جين
  - أن جاي هيون
  - جانغ يون جو
  - إي هيو ري
  - بارك يوري
  - ريو أبيل
  - جونغ هيوك
  - سونغ كيونغ أ
  - لي هيون يي
  - لي هاي جونغ
  - كيم وون كيونغ
  - تشون جينو
  - جي هيون جونغ
  - بارك سي را
  - تشو مين هو
  - نوما هان
  - لي هاي سيونغ
  - كيم سونغ هي
  - بارك جي هي
  - بارك سول كي
  - سو جو بارك
  - جونغ هو يون
  - ايرين كيم
  - اهن سيونغ جون
  - يوري
  - لي هي-سو
  - هوانغ جون يونغ
  - هونغ جي سو
  - تشوي جي يول
  - جين أ ريوم
  - سونغ هاي نا
  - بارك سي جين
  - مون جو يون
  - هان سونغ مين
  - هيون وو سوك
  - يو جي آن
  - جانغ سو ايم
  - بارك اون هاي
  - يانغ يون يونغ
  - يون سو جيونج
  - تشاي جونغ آن [2]
  - كيم جين كيونغ
  - أنزاردي تيموثي
  - كيم جين جون
  - كيم سونغ هوان
  - كيم جاي يونغ
  - جيون جي هون